# Луї де Бональд
Луї Габрієль Амбруаз де Бональд (фр. Louis Gabriel Ambroise de Bonald; 2 жовтня 1754, Мійо — 23 листопада 1840, там же) — французький філософ, представник консерватизму у політичній думці XIX століття.

## Біографія
Бональд народився в Ле Монна в дворянській сім'ї, здобув класичну освіту, служить в роті мушкетерів. Свою політичну діяльність розпочав у своєму рідному місті, де був обраний мером в 1785 році. Брав участь у битвах проти революційної Франції у військах принца Конде. У 1791 році був змушений емігрувати за кордон, де переховувався близько восьми років у місті Гейдельберзі. Там же пише свою першу масивну працю «Теорія політичної і релігійної влади в громадянському суспільстві». Цією роботою Бональд заявив себе як затятий критик ліберальних ідей, відстоюючи принципи роялізму і клерикалізму, доводячи перше до тієї радикальної ступеня, яка дозволяла сучасникам охрестити автора ультрароялістом.
У 1799 році повертається до Франції. Починаючи з 1800 року пише трилогію, в якій він послідовно відстоює традиціоналістські погляди. Так в 1800 Бональд закінчує роботу «Досвід аналізу природних законів соціального устрою», а в 1801 і 1802 році ставить крапку роботам «Про розлучення» і «Закони первісного суспільства, розглянуті в недавні часи за допомогою одного тільки світла розуму», відповідно. З приходом до влади Наполеона Бональд стає прихильником його курсу, вбачаючи в сильної влади інструмент для об'єднання Європи. Однак, потім розчаровується і переходить на бік монархістів. Співпрацює в газеті «Mercure de France».
З реставрацією Бурбонів 1814 року, у Бональда починається новий виток політичної діяльності. Він стає членом палати депутатів, в якій, завдяки його полум'яним промовам, стає лідером ультрароялістов. З 1816 року стає членом Французької Академії, а в 1821 і 1823 зводиться в віконт і пери, відповідно. Революція 1830 року поклала кінець політичної кар'єри Бональда: його виганяють з палати перів. Бональд прожив ще десять років відокремлено в своєму рідному місті де і помер 23 листопада 1840 року.

## Політичні погляди
Свою теорію ідей Бональд черпає з Кондільяка і Мальбранша, трактуючи ідеї як божественно дані і відомі всім, але затуманені у свідомості, здатні прояснитися за допомогою освіти. Однією з таких споконвічно даних ідей постає ідея суспільства. Держава, у Бональда, вища констатація ідеї суспільства, воно знаходиться між Богом і народом, як мова посередник між ідеєю і духом. Сама мова виступає як трансцендентне вираз Бога, його інструмент для саморозкриття.
Влада, вважає Бональд, ефективна лише тоді, коли вона буде сприйнята і усвідомлена як щось вище по відношенню до людей. Якщо суспільний стан буде сприйматися як результат загального договору, на чому наполягає ліберальна думка, то й ідея поза-громадського стану може бути також результатом загальної волі, звідси, виводить філософ, небезпека від ліберальних ідей, по суті ведуть до потенції деструктивації суспільства. Особливу небезпеку становить для Бональда ліберальна індивідуалізація людини, вичленення його з необхідної суспільної ролі, що веде також до розладу держави. Варто особливо відзначити позицію Бональда з питання необхідності Божественного проведення. Ідея держави, вважає філософ, необхідна, але Бог все ж таки залишає людині певну свободу, яка нічого не може по суті змінити, але може істотно призупинити необхідний, провидінням даний, історичний процес. І в цьому шкода і зло цієї людської волі, бо вона тим корисніше, ніж менш себе проявляє, погоджуючись з необхідним процесом історії.
Товариство трансцендентно для індивіда, тому він не може робити ніяких сутнісних висновків щодо його походження ролі і функції. «Якщо інші захищали релігію людини, я захищаю релігію суспільства» — так писав Бональд на захист Божественної ідеї суспільства. Товариство доіндивідуально і стоїть над індивідом. Роль і місце людини диктує йому суспільство, він існує від товариства і для суспільства, суспільство виступає як якийсь вищий творчий елемент, постійно продукує цієї людини. Суспільство, вважав Бональд, знаходиться в постійному русі, споконвіку і на віки заданому процесі природного конституювання себе.
Державу Бональд розглядає як організм, зі своєю складною незбагненною динамікою. Свої сили Держава черпає з минулого, з енергії традиції. Традиції народу покояться на забобонах, необхідному матеріалі будь-якого майбутнього. Суть критики Бональда Великої Французької Революції і полягає в неприпустимості нехтування цих самих забобонів, неможливості, з одного боку, досягнення tabula rasa, з іншого боку, будівництва чого або з чистого аркуша.
Фундаментом ж суспільства може бути лише релігія (Бональд скрізь має на увазі християнство). Так людина крім її соціального походження, зобов'язаний своєму існуванню ще й наперед визначена проведення. Свободу Бональд розглядає двояко: з одного боку людина вільна фізично, з іншого, релігійно. Іншими словами людина знаходить свободу у своєму тілі і в Бозі. Але ця двоєдина свобода завжди щось властиве лише суспільству, вона громадянська. Людина, отже, може бути вільний тільки в суспільстві.

## Значення
Безсумнівно, Бональд — ідейний представник консерватизму. На користь цього твердження говорять багато положень філософа, зокрема: обґрунтування необхідної єдності народу, розгляд сучасності з позицій історизму, затвердження колективного типу раціональності, нарешті, захист традиції, забобонів як центрального нерва громадського стану. Його життєвий шлях — свідоцтво боротьби за свої погляди, за життя Бональд мав безліч своїх прихильників, а велика літературна спадщина багато в чому визначила хід розвитку консервативно — традиціоналістських настроїв.